# Two Princes
«Two Princes» es una canción de la banda estadounidense de rock Spin Doctors, publicada en su primer álbum Pocket Full of Kryptonite de 1991. Como sencillo, alcanzó el número 7 en el Billboard Hot 100 de los Estados Unidos, #2 en Canadá y #3 en Australia y el Reino Unido. Es la canción más popular del grupo. 
La canción le valió a la banda una nominación al premio Grammy a la mejor interpretación de rock de un dúo o grupo. Se filmaron dos videos musicales diferentes para promocionar la canción, uno de ellos en blanco y negro. Otro de los vídeos fue dirigido por Richard Murray y se estrenó en febrero de 1992.
En muchas radios emisoras del mundo se escucha una versión editada del tema, en el cual tiene menor duración (denominado "radio edit"). Esta versión venía incluida en un promo CD que a principio de los 90 se lanzó para promocionar el tema en las estaciones de radio de la época. Hoy en día es muy difícil escuchar esta versión, no está disponible ni en CD a la venta, hay algunos coleccionistas que si tienen el CD, pero son ediciones lanzadas en esa época.

## Versiones
El grupo cantó una versión "modificada" de esta canción en Sesame Street, que hizo hincapié en la importancia de compartir. Le dijeron a Zoe que no tienen que elegir entre jugar con Elmo y Telly, sino que podía jugar con los dos. También fue rehecha en una parodia de Bill Nye the Science Guy es "Two Eyes by the Eye Doctors". Un episodio de The Sarah Silverman Program utilizó esta canción como un punto importante del diagrama. La canción fue interpretada después de victorias en la casa club de Philadelphia Phillies de 1993.
La canción aparece en The Moldy Peaches del álbum Unreleased Cutz And Live Jamz como una versión en vivo. La boy band Son of Dork versionó esta canción en 2006 en uno de sus sencillos. En la banda basada en Boston Overboard grabó una versión de esta canción en su álbum de 2007, "Stranded".
La cantante canadiense-israelí, Dorine Levy, hizo una versión feminista en el 2011 también.

## En la cultura popular
- La canción ganó la fama en Israel como la canción de cierre del popular programa de televisión Ha-Comedy Store, emitida entre 1994 y 1996. La canción también fue incluida en la banda sonora de película Pooh's Heffalump Movie,  y apareció en Futurama como un ejemplo de "college rock 'en lugar de 'rock alternativo'. También fue utilizado en un Peugeot 307 paraje denominado "Atención demandas" en Australia, Argentina, Brasil y el Reino Unido.
- También fue ofrecido en el episodio piloto de The CW Life Unexpected, un episodio de The Sarah Silverman Program ("Maid to Border") y las películas Love and Other Drugs y So I Married an Axe Murderer.
- La canción es una de las 45 pistas jugables en el juego de video musical, Lego Rock Band.
- También fue utilizado en la comedia musical de rock Grandma and the F-Yous, que se desarrolló en el teatro Upright Citizens Brigade en 2009. Varios personajes de brazos cruzados cantaba o tarareaba ella.
- En Latinoamérica la canción fue utilizada los anuncios de Movistar en 2009 y 2010.
- En Chile, La canción está incluida en la banda sonora de la teleserie nocturna de TVN Separados.
- El magazín musical Blender lo colocó en el puesto n.º 21 de las 50 peores canciones de todos los tiempos, argumentando su repetitivo estilo de verbación y sobre un canto "scat" al final de la canción que no cuaja con la canción.
- En el capítulo "It's Been a Hell of a Ride" de The Vampire Diaries aparece la canción de fondo cuando Kai es llevado al nuevo mundo prisión, creado por las hijas de Alaric.
- En el capítulo "Tegridy Farms" de <<South Park>> suena el tema al Randy poner un gorro similar al que usa el vocalista Chris Barron a su hijo Stan, luego al ponérselo él mismo y golpear a los vapeadores que consumen la competencia de su granja.

## Lista de canciones
Sencillo en CD
1. «Two Princes» (versión del álbum) – 4:16
2. «Off My Line» (en vivo) – 5:30

CD maxisencillo
1. «Two Princes» (versión del álbum) – 4:16
2. «Off My Line» (en vivo) – 5:30
3. «Rosetta Stone» (en vivo) – 8:07

Sencillo en 7"
1. «Two Princes» (versión del álbum) – 4:16
2. «Off My Line» (en vivo) – 5:30

## Posicionamiento en listas y certificaciones
| Listas (1993)                       | Mejor posición |
| ----------------------------------- | -------------- |
| Alemania (Media Control AG)         | 3              |
| Australia (ARIA)                    | 3              |
| Austria (Ö3 Austria Top 40)         | 5              |
| Bélgica (Flandes) (Ultratop 50)     | 10             |
| Canadá (RPM Top Singles)            | 2              |
| Dinamarca (IFPI)                    | 2              |
| Estados Unidos (Billboard Hot 100)  | 7              |
| Estados Unidos (Adult Contemporary) | 24             |
| Estados Unidos (Mainstream Rock)    | 2              |
| Estados Unidos (Mainstream Top 40)  | 1              |
| Eurochart Hot 100                   | 4              |
| Finlandia (Suomen virallinen lista) | 16             |
| Francia (SNEP)                      | 5              |
| Irlanda (IRMA)                      | 5              |
| Noruega (VG-lista)                  | 2              |
| Nueva Zelanda (Recorded Music NZ)   | 4              |
| Países Bajos (Dutch Top 40)         | 2              |
| Reino Unido (UK Singles Chart)      | 3              |
| Suecia (Sverigetopplistan)          | 1              |
| Suiza (Schweizer Hitparade)         | 4              |

| País        | Organismo certificador | Certificación    | Ventas  | Ref.   |
| ----------- | ---------------------- | ---------------- | ------- | ------ |
| Alemania    | BVMI                   | Disco de Oro     | 250 000 | [ 22 ] |
| Dinamarca   | IFPI Dinamarca         | Disco de Oro     | 45 000  | [ 23 ] |
| España      | PROMUSICAE             | Disco de Oro     | 30 000  | [ 24 ] |
| Italia      | FIMI                   | Disco de Oro     | 25 000  | [ 25 ] |
| Reino Unido | BPI                    | Disco de Platino | 600 000 | [ 26 ] |

#### Sucesión en listas
| Predecesor: «Informer» de Snow              | Sverigetopplistan — Sencillo número uno 2 de junio de 1993 — 9 de junio de 1993  | Sucesor: «Somebody Dance with Me» de DJ Bobo         |
| Predecesor: «Ordinary World» de Duran Duran | Mainstream Top 40 — Sencillo número uno 10 de abril de 1993 — 22 de mayo de 1993 | Sucesor: «That's the Way Love Goes» de Janet Jackson |